# Полежаєв Володимир
Володимир Полежаєв (23 січня 1958) — радянський хокеїст, нападник.

## Спортивна кар'єра
Виступав за команди «Кристал» (Саратов), «Сокіл» (Київ) і «Бінокор» (Ташкент). У складі українського клубу відіграв три сезони у вищій лізі чемпіонату СРСР — 59 матчів (2+8)

## Статистика
| Сезон                | Клуб                 | Ліга                 | І   | Г  | П  | О  | ШХ  |
| -------------------- | -------------------- | -------------------- | --- | -- | -- | -- | --- |
| 1979-80              | «Кристал» (Саратов)  | Д-2                  | 49  | 12 | 9  | 21 | 37  |
| 1980-81              | «Сокіл» (Київ)       | Д-1                  | 34  | 1  | 6  | 7  | 6   |
| 1981-82              | «Сокіл» (Київ)       | Д-1                  | 14  | 0  | 1  | 1  | 4   |
| 1982-83              | «Сокіл» (Київ)       | Д-1                  | 11  | 1  | 1  | 2  | 2   |
| 1983-84              | «Кристал» (Саратов)  | Д-2                  | 57  | 15 | -  | -  | -   |
| 1984-85              | «Кристал» (Саратов)  | Д-2                  | 1   | 0  | 0  | 0  | 0   |
| 1985-86              | «Бінокор» (Ташкент)  | Д-2                  | 58  | 11 | 5  | 16 | 32  |
| 1986-87              | «Бінокор» (Ташкент)  | Д-2                  | 56  | 16 | 13 | 29 | 36  |
| Всього у вищій лізі  | Всього у вищій лізі  | Всього у вищій лізі  | 59  | 2  | 8  | 10 | 12  |
| Всього в першій лізі | Всього в першій лізі | Всього в першій лізі | 221 | 54 | 27 | 81 | 105 |